# Siège de Zichem
Guerre de Quatre-Vingts Ans
Batailles
- Chronologie de la guerre de Quatre-Vingts Ans
- Valenciennes
- Austruweel
- Rheindalen
- Heiligerlee
- Jemmingen
- Jodoigne
- Brielle
- 1er Flessingue
- Malines
- Goes
- Mons
- Haarlem
- 2e Flessingue
- Borsele
- Zuiderzee
- Alkmaar
- Leyde
- Reimerswaal
- Mook
- Lillo
- Zierikzee
- 1er Anvers
- 1er Bréda
- Gembloux
- Rijmenam
- 1er Deventer
- Maastricht
- 2e Bréda
- Açores
- 2e Anvers
- 3e Anvers
- Boksum
- Zutphen
- 1er Berg-op-Zoom
- Gravelines
- 3e Bréda
- 2e Deventer
- Groningue
- Huy
- 1er Groenlo1
- 2e Groenlo
- Turnhout
- Nieuport
- Ostende
- L'Écluse
- 3e Groenlo
- Saint-Vincent
- Gibraltar
- Saint-Vincent (1621)
- 2e Berg-op-Zoom
- 4e Bréda
- 4e Groenlo
- Matanzas
- Bois-le-Duc
- Abrolhos
- Slaak
- Maastricht
- 5e Bréda
- Cabañas
- Calloo
- Les Downs
- Saint-Vincent (1641)
- Hulst
- Cavite

Le siège de Zichem du 20 au 24 février 1578 est un évènement de la Guerre de Quatre-Vingts Ans qui voit Gilles de Berlaymont assiéger la ville brabançonne de Zichem sur ordre de Don Juan d'Autriche. Lorsque la première attaque est repoussée par les troupes des États généraux, Berlaymont reçoit l'aide du duc de Parme, qui prend la ville d'assaut. Après la reddition, ce dernier, afin de dissuader les autres villes de résister, fait tuer toute la garnison et jeter les cadavres dans le Démer.

## Contexte
Don Juan avait déclaré une grâce générale le 25 janvier 1578 en signe de bonne volonté, déclarant que le roi Philippe II n'avait pas l'intention de détruire le pays, mais voulait ramener les « perdus sur le droit chemin ». Ceux qui se rendraient volontairement recevraient un sauf-conduit. Ceux qui se rendraient par nécessité seraient traités avec moins d'indulgence. Gembloux, Louvain et Tirlemont sont ramenés sous l'autorité royale. Don Juan avait envoyé le duc de Parme à Diest. En cours de route, il voulut aussitôt reprendre Zichem (depuis 1499, possession du prince d'Orange). Berlaymont envoya plusieurs compagnies allemandes à Zichem pour revendiquer la ville. À l'intérieur des murs de Zichem, les gens avaient une grande confiance dans la force de la place et dans la défense des hommes. Ainsi, la place fut assiégée. Parme vint donc aussi à Zichem. En chemin, Farnèse visita une statue de la Vierge Marie à Montaigu pour prier.

## Déroulement

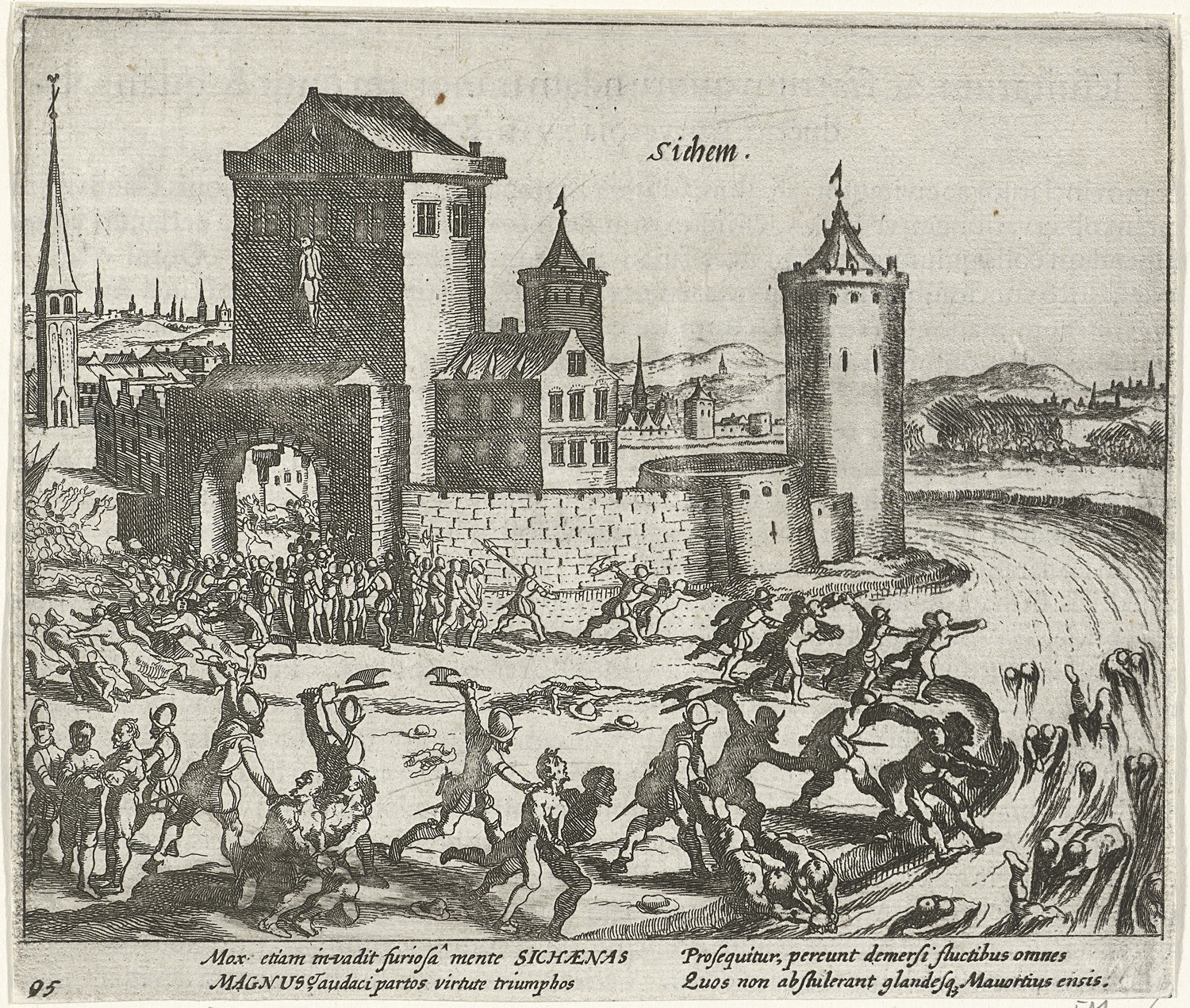
Morts jetés dans le Démer

Depuis une colline aux environs de Montaigu, Parme avait observé Zichem pour déterminer une stratégie d'attaque. Il avait placé huit demi-kartouwe (en) en face de la Porte de Louvain. Le 21 février, il les a fait tirer du matin au début de l'après-midi jusqu'à ce qu'il y ait suffisamment de brèches dans la tour pour un assaut. En face de la porte, il fait stationner les Allemands, les Espagnols à droite, les Lorrains à gauche sous Mondragon et Samblemont. Afin de semer la confusion dans la ville et de disperser la population, il envoie quelques compagnies de Wallons de l'autre côté de la ville, qui doivent escalader l'enceinte de ce côté dès que retentit le signal de départ de la prise d'assaut.
Les assaillants étaient furieux. Pas à cause des minces perspectives de butin, mais parce qu'une petite ville avait osé s'opposer à une armée gagnante. Néanmoins, la prise d'assaut a été farouchement défendue par l'armée des États ; deux supérieurs des assaillants avaient été tués.
Quand les États virent que les Wallons d'en face escaladaient les murs et comprirent qu'ils étaient désormais attaqués des deux côtés, ils déposèrent les armes. Environ deux cents soldats de la garnison s'étaient retirés au château à la tombée de la nuit. Environ cent cinquante soldats avaient été dispersés dans la ville lors des affrontements, mais étaient tombés aux mains de la cavalerie de Parme au bord du Démer. Les soldats en fuite ont tous été tués. La ville a été autorisée à être pillée par Parme, de sorte que les assaillants se sont complètement livrés. Parme lui-même a personnellement gardé le couvent contre d'éventuels excès. En ce qui concerne les civils, Parme avait dit à ses soldats qu'ils devaient utiliser soit l'épée, soit la pitié s'ils résistaient ou coopéraient.
À ce moment, seul le château résistait encore. Devant le château se trouvait une motte surmontée de la Tour de la Vierge (nl), de sorte que les attaquants ne pouvaient pas tirer directement sur le château. De plus, ils n'avaient pas de sapeurs et de mineurs disponibles pour creuser des approches ou des mines. Parme avait rassemblé toutes les pelles et pioches qu'on pouvait trouver et a commencé à creuser. Quand les simples soldats ont vu cela, ils ont également creusé. Cela a été fait avec beaucoup d'enthousiasme malgré la fatigue de l'assaut. En quatre heures, la majeure partie de la motte a été excavée, avec la terre excavée, ils ont érigé un cavalier, sur lequel une batterie a été placée. Les défenseurs ont vu au petit matin ce que les attaquants avaient fait et ont été stupéfaits. Leur moral avait chuté à un niveau historiquement bas après avoir vu les progrès, puis demandé en vain une reddition. Faisant référence à la bataille de Gembloux et au pardon général que Don Juan avait proclamé, et au fait que les États avaient remis leurs armes à l'armée du roi, Parme a donné la permission de « mettre de côté cette douceur intempestive, et, de punir de manière adéquate ces fléaux parjures, afin d'empêcher d'autres malheurs semblables à l'avenir »,.

## Conséquences
Le 24 février, pour donner l'exemple aux autres villes qui se sont rebellées, Alexandre Farnèse a fait pendre les principaux incitateurs au château afin qu'ils soient visible de tous. Le reste de la garnison, environ cent soixante-dix hommes, sont tués et jetés dans le Démer. Ensuite, les villes de Diest et de Léau sont prises. Le massacre et le pillage d'une ville n'étaient pas seulement l'apanage de l'armée des Flandres. Les États ont également adopté cette pratique. La ville d'Aarschot, où étaient stationnées les troupes italiennes, subira le même sort la même année : tous ceux qui n'ont pas pu s'échapper seront tués, et la ville sera laissée vide. En 1580, Zichem est frappé par un tremblement de terre, à la suite duquel le donjon du château s'effondre. Le 8 octobre, les États ont repris Zichem. En 1599, un grand incendie déclenché par les États met définitivement fin à la ville.